# Эбль IX де Вантадур
Эбль IX (фр. Ebles IX de Ventadour; ум. 1325/29) — виконт де Вантадур с 1321 года.
Сын Эбля VIII Вантадурского (ум. 1321) и Маргариты де Монпансье. Родился не ранее 1290 года, когда поженились его родители.
Был женат (брачный контракт от 20 ноября 1314) на Мате де Комборн, даме де Омьер, дочери Гишара де Комборна, сеньора Треньяка и Шамбере.
В примечаниях к русскому изданию хроник Фруассара (Жан Фруассар. Хроники 1325—1340 >> страница 279) о нём сказано (https://litvek.com/br/443613?p=279 Архивная копия от 16 ноября 2021 на Wayback Machine):
В 1346 г., после смерти Жанны де Дрё, графини Монпансье, унаследовал графство Монпансье в силу родственных прав своей матери, которая была прямым потомком Юмбера де Боже, графа Монпансье и коннетабля Франции. В 1339 г. был в Бюиронфоссе, в 1340 г. служил в полку графа Алансонского с 6 июня по 26 сентября. Впоследствии не раз сражался под французскими знаменами. Был пленен в битве при Пуатье (1356). Умер, не оставив наследников, в 1367 г.
Эта информация взята из французских источников:
- Le grand dictionnaire historique ou Le mélange curieux de l’histoire sacrée et profane. Том 7.
- Oeuvres de Froissart: publiées avec les variantes des divers … Jean Froissart, Joseph Marie Bruno Constantin Baron Kervyn de Lettenhove • 1876 том. 23.

На самом деле Эбль IX де Вантадур умер не позднее 1329 года, и позже виконтом (а с 1363 графом) Вантадура значится его младший брат Бернар (Мата де Комборн в своём завещании, составленном 6 августа 1367 года, назначила своим наследником племянника — Гишара де Комборна).